# دهستان بنافت

موقعیت دهستان بنافت در بخش دودانگهٔ شهرستان ساری. ولیک بن در میانهٔ این دهستان.

منطقه بنافت، از توابع بخش دودانگه شهرستان ساری در استان مازندران.
جمعیت این منطقه بر اساس سرشماری سال ۱۳۹۵ در حدود (۱٬۰۰۰ خانوار) ۲٬۷۵۹ نفر است.

## خاستگاه نامگذاری
بن به معنای ریشه و آپ یا آب که همان نوشیدنی روان است اگر این دو واژه با هم ترکیب شوند بناپ ساخته شده که واژه پهلوی است به معنای سرچشمه رود که این واژه به بنافت تغیر کرده‌است.
منطقه بنافت ازلحاظ جغرافیایی سرچشمه آب‌های زیادی است که به دریای مازندران می‌ریزند و مرتفع‌ترین منطقه به حساب می‌آید.
چشمه‌های فراوانی با آب‌های گوارا و بعضی از آن‌ها هم دارای خواص معدنی است در این منطقه یافت می‌شود

## سکونت سادات
سادات دهستان بنافت، از سادات هزارجریبی می‌باشند و تبارشان به سید رضی‌الدین نوهٔ میر عمادالدین می‌رسد. شایان گفتن است در تاریخ، بنافت غربی‌ترین بلوک هزارجریب شمرده می‌شده‌است.

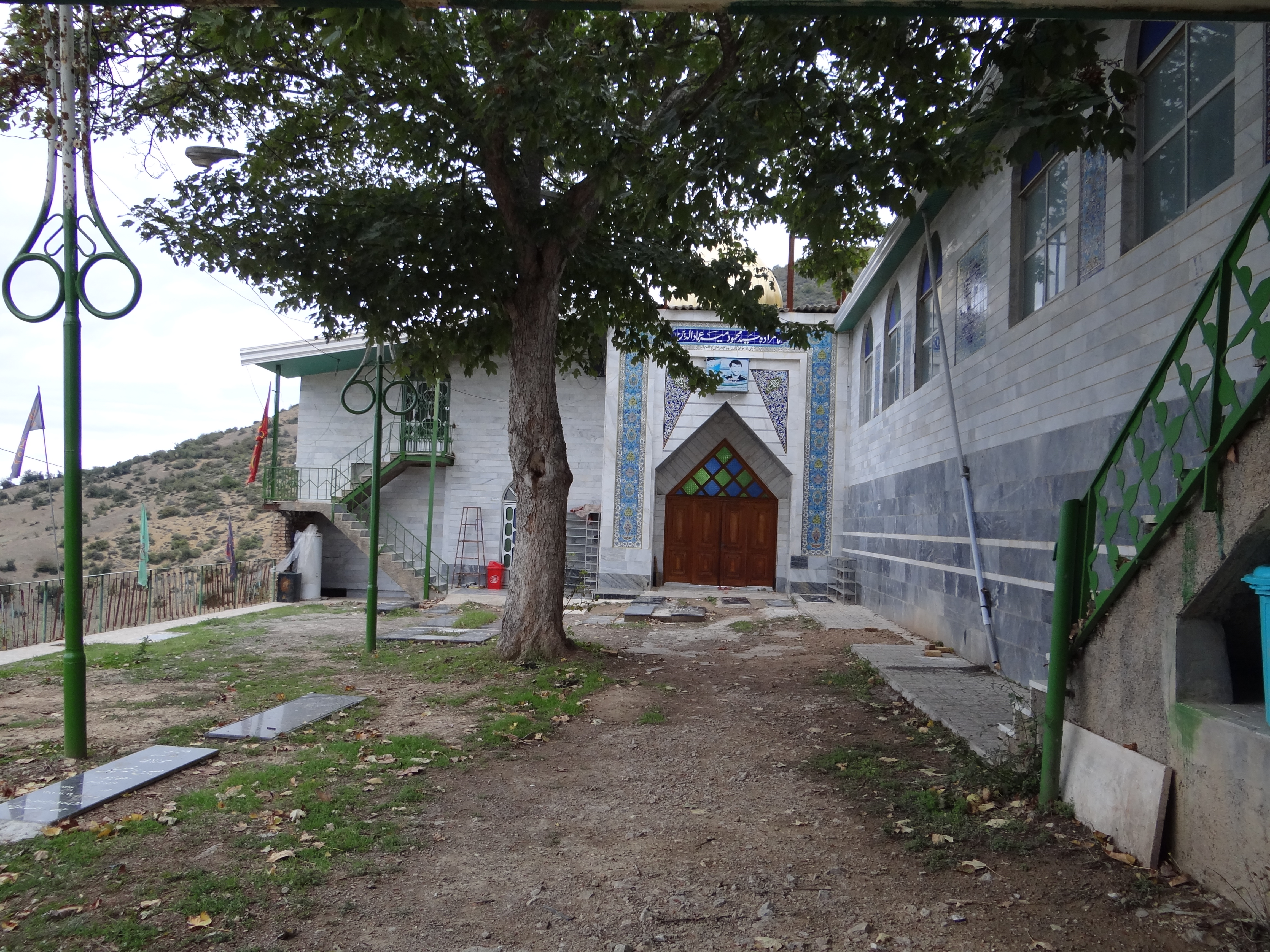
آرامگاه میرعماد سرزنجیرهٔ سادات بلوک بنافت